# ФК Черноморец Одеса
Фудбалски клуб Черноморец (укр. ФК «Чорномо́рець» Одеса) је професионални фудбалски клуб из Одесе у Украјини. Играју на стадиону Черноморец у Одеси, капацитета 34.164 места. Назив клуба долази из украјинског назива за Црно море, на којем се налази град Одеса.
Клуб је један од оснивача украјинске Премијер лиге у којој данас наступа. Из лиге је испао сезоне 1997/98, вратио се годину дана касније, али опет испао у Другу лигу. Од сезоне 2002/03. до 2009/10. играли су у елитном друштву, када испадају, али већ од сезоне 2011/12. поново играју у Премијер лиги Украјине.
У својој историји клуб је често мењао име, чак 6 пута, при чему су изменили 5 имена. 
- 1936. основан је клуб под именом Динамо Одеса.
- 1940. мења име у Пишчевик Одеса.
- 1941. мења име у Спартак Одеса.
- 1944. враћају се називу Пишчевик.
- 1953. настаје нови назив клуба, Металург Одеса.
- 1955. опет враћен назив Пишчевик.
- 1958. клуб добио име Черноморец Одеса који су задржали до данас.

## Успеси клуба
- Куп Украјине
  - Освајач (2): 1992, 1993/94.
  - Финалиста (1): 2012/13.
- Премијер лига Украјине
  - Други (2): 1994/95, 1995/96.
  - Трећи (3): 1992/93, 1993/94, 2005/06.
- Прва лига Совјетског Савеза
  - Трећи (1): 1974.

## Черноморец у европским такмичењима
| Сезона  | Такмичење            | Ранг            | Држ.        | Клуб              | Резултат            |
| ------- | -------------------- | --------------- | ----------- | ----------------- | ------------------- |
| 1975/76 | Куп УЕФА             | 1. коло         | Италија     | Лацио             | 1:0, 0:5            |
| 1985/86 | Куп УЕФА             | 1. коло         | Њемачка     | Вердер Бремен     | 2:1, 2:3            |
| 1985/86 | Куп УЕФА             | 2. коло         | Шпанија     | Реал Мадрид       | 1:2, 0:0            |
| 1990/91 | Куп УЕФА             | 1. коло         | Норвешка    | Розенборг         | 3:1, 1:2            |
| 1990/91 | Куп УЕФА             | 2. коло         | Француска   | Монако            | 0:0, 0:1            |
| 1992/93 | Куп победника купова | Кв.             | Лихтенштајн | Вадуц             | 5:0, 7:1            |
| 1992/93 | Куп победника купова | 1. коло         | Грчка       | Олимпијакос       | 1:0, 0:3            |
| 1994/95 | Куп победника купова | 1. коло         | Швајцарска  | Грасхопер Цирих   | 0:3, 1:0            |
| 1995/96 | Куп УЕФА             | Кв.             | Малта       | Хибернијанс       | 5:2, 2:0            |
| 1995/96 | Куп УЕФА             | 1. коло         | Пољска      | Виђев Лођ         | 1:0, 0:1 (6-5 пен.) |
| 1995/96 | Куп УЕФА             | 2. коло         | Француска   | Ланс              | 0:0, 0:4            |
| 1996/97 | Куп УЕФА             | 2. коло кв.     | Финска      | Хелсинки          | 2:2, 2:0            |
| 1996/97 | Куп УЕФА             | 1. коло         | Румунија    | Национал Букурешт | 0:0, 0:2            |
| 2006/07 | Куп УЕФА             | 2. коло кв.     | Пољска      | Висла Плоцк       | 0:0, 1:1            |
| 2006/07 | Куп УЕФА             | 1. коло         | Израел      | Хаопел Тел Авив   | 0:1, 1:3            |
| 2007.   | Интертото куп        | 2. коло         | Белорусија  | Шахтјор Солигорск | 4:2, 2:0            |
| 2007.   | Интертото куп        | 3. коло         | Француска   | Ланс              | 0:0, 1:3            |
| 2013/14 | УЕФА Лига Европе     | 2. коло кв.     | Молдавија   | Дачија Кишињев    | 2:0, 1:2            |
| 2013/14 | УЕФА Лига Европе     | 3. коло кв.     | Србија      | Црвена звезда     | 3:1, 0:0            |
| 2013/14 | УЕФА Лига Европе     | плеј-оф         | Албанија    | Скендербег        | 1:0, 0:1 (7-6 пен.) |
| 2013/14 | УЕФА Лига Европе     | Група           | Бугарска    | Лудогорец         | 0:1, 1:1            |
| 2013/14 | УЕФА Лига Европе     | Група           | Холандија   | ПСВ               | 0:2, 1:0            |
| 2013/14 | УЕФА Лига Европе     | Група           | Хрватска    | Динамо Загреб     | 2:1, 2:1            |
| 2013/14 | УЕФА Лига Европе     | шеснаест финале | Француска   | Лион              | 0:0, 0:1            |
| 2014/15 | УЕФА Лига Европе     | 3. коло кв.     | Хрватска    | Сплит             | 0:2, 0:0            |